# Nguyễn Tuấn Anh
Nguyễn Tuấn Anh (16 de maig de 1995) és un futbolista vietnamita. Ha disputar 9 partits amb la selecció del Vietnam.
Tuấn Anh és considerat un dels centrecampistes amb més talent i tècnica de la història del Vietnam.

## Estadístiques
| Selecció del Vietnam | Selecció del Vietnam | Selecció del Vietnam |
| Anys                 | Partits              | Gols                 |
| -------------------- | -------------------- | -------------------- |
| 2016                 | 6                    | 1                    |
| 2017                 | 1                    | 0                    |
| Total                | 7                    | 1                    |